# Les Stroud
Les Stroud, né le 20 octobre 1961 à Mimico (Ontario) au Canada est un musicien, cinéaste, expert en techniques de survie et mieux connu comme étant le créateur, scénariste, producteur, réalisateur, caméraman et hôte de la série télévisée Le Survivant. Après une courte carrière dans les coulisses de l'industrie de la musique, Les Stroud est devenu guide de nature, instructeur de survie à temps plein et musicien basé à Huntsville, en Ontario. Il a produit des émissions sur le thème de la survie pour La Outdoor Life Network, The Discovery Channel, The Science Channel et YTV.

## Biographie
Stroud est diplômé de Mimico lycée dans le quartier Mimico de Toronto. Il a complété le programme des arts de l'industrie de la musique au Collège Fanshawe à London, en Ontario, puis a travaillé pendant plusieurs années au canal vidéo de musique basée à Toronto MuchMusic, et en tant que compositeur pour le groupe Nouveau régime, avant qu'un voyage en canot ne provoque un changement de carrière. Pendant ce temps, il a également travaillé comme éboueur à la Ville de Toronto. En 1990, Stroud est devenu guide pour les Noirs Feather Wilderness Adventures, guidant des excursions en canot dans les régions sauvages du Nord de l'Ontario. C'est aussi durant cette période, qu'il a rencontré sa future épouse, la photographe Sue Jamison, pendant un cours de survie. Ils se sont mariés en 1994 et, ensemble, sont partis pour un an en lune de miel dans la région de Wabakimi, en Ontario. Par la suite, le couple a déménagé à Yellowknife, dans les Territoires du Nord-Ouest et Stroud fut employé comme instructeur en plein air pour les besoins spéciaux des autochtones. Stroud et Jamison se sont ensuite installés à Huntsville, en Ontario, où ils ont eu deux enfants et ont commencé l'enseignement de la survie en plein air. Inspiré par la popularité de l'émission télévisée Survivor, Stroud lancé une version plus authentique de l'émission de The Discovery Channel Canada. Stroud a produit deux programmes intitulés One Week in the Wilderness et Winter in the Wilderness pour Discovery en 2001. Le succès de ces émissions ont conduit au développement du Survivant, un spectacle qui a suivi le même format, consistant à laisser Stroud survivre par ses propres moyens, avec un minimum d'équipement, et filmer seul son expérience de survie.
Stroud a une vaste expérience de la survie, grâce à sa formation avec l'expert David Arama. Il a continué à étudier avec beaucoup d'autres, y compris John McPherson. Stroud fut un participant actif dans les courses d'aventure et a participé à des championnats canadiens.
À la fin de l'année 2008, Stroud et Jamison se séparèrent,. Ils ont eux deux enfants, Logan et Raylan Stroud. En 2014, il tourne deux épisodes de la série Survivorman avec son fils Logan.

## Télévision
- 2004- : Le Survivant

## Musique

### Albums
- 2006 : Les Stroud[8]

#### Les Stroud and The Pikes
- 2007 : Long Walk Home[9]

#### Les Stroud and the Campfire Kings
- 2012 : Wonderful Things[10]
- 2015 : Barn Sessions III Off The Grid[11]